# Seňa
Seňa (maďarsky Abaújszina, Szina) je obec na Slovensku v okrese Košice-okolí. Žije zde přibližně 2 200 obyvatel. Rozloha katastrálního území činí 22,81 km².
První písemná zmínka o obci pochází z roku 1249. Nejvýznamnější památkou v obci je románskogotický kostel reformované církve z poloviny 13. století. Obcí protéká řeka Hornád či Sokoliansky potok.

## Osobnosti

### Rodáci
- Ondrej Pustai – boxer, bronzový medailista z mistrovství Evropy